# Монстр Тарського
Монстр Та́рського — нескінченна група, кожна нетривіальна підгрупа якої є циклічною групою фіксованого простого порядку. Названа на честь Альфреда Тарського.
Існування монстрів Тарського довів 1979 року Ольшанський. Вони є джерелом контрприкладів у теорії груп, наприклад до задачі Бернсайда та гіпотези фон Неймана.

## Визначення
Нехай {\displaystyle p} — фіксоване просте число. Нескінченна група {\displaystyle G} називається монстром Тарського для {\displaystyle p} якщо всі власні підгрупи (тобто всі підгрупи, крім тривіальної {\displaystyle \{1\}} і {\displaystyle G}) мають {\displaystyle p} елементів.

## Властивості
- Монстр Тарського скінченно породжений.
  - Більш того, він породжується будь-якими двома некомутувальними елементами.
- Монстр Тарського простий.
- За побудовою Ольшанського існує континуум неізоморфних монстрів Тарського для кожного простого числа {\displaystyle p>10^{75}}.